# Mario Berti
Mario Berti (1881–1964) foi um oficial italiano durante a Primeira Guerra Mundial e um general na Guerra Civil Espanhola e na Segunda Guerra Mundial.

## Vida pessoal
Mario Berti nasceu em La Spezia, localizado na atual Ligúria. Ele nasceu numa família de classe média alta. A sua família era bastante rica, em parte porque seu pai (originalmente de Pistoia) recebeu terras em La Spezia depois da Expedição Mille de Garibaldi. Berti nunca se casou e nunca teve filhos, mas ele tinha dois sobrinhos e uma sobrinha, que eram seus únicos herdeiros.

## Primeira Guerra Mundial
Ele alcançou o posto de coronel em uma idade muito jovem (ele ainda é considerado um dos mais jovens italianos a ter tido esse posto, exceto para os membros da família real). Originalmente estacionado na Líbia pela eclosão da guerra, ele serviu na frente de Trento em 1916. Ele viu ação na Batalha de Asiago. Berti ganhou a Ordem de Serviço Distinta Britânica e foi pessoalmente condecorado por Winston Churchill por seus serviços aos Aliados na Primeira Guerra Mundial. Mais tarde, ele seria premiado por Hitler com a Cruz de Ferro.

## Guerra Civil Espanhola
Como General, Berti foi o comandante da 9ª Divisão de Infantaria "Pasubio" e depois comandante da 3ª Divisão de Cavalaria Principe Amedeo Duca d'Aosta antes de se tornar o Comandante Adjunto do Corpo de Tropas Voluntárias (Corpo Truppe Volontarie ou (CTV)) durante o Guerra Civil Espanhola em 1937. Posteriormente, Berti tornou-se comandante do CTV a partir do final de 1937 até 1938 durante a Ofensiva de Aragão. Foi Comandante do XV Corpo Italiano de 1939 a 1940 e tornou-se chefe do CTV a pedido do General Franco.

## Segunda Guerra Mundial
No início da guerra, Berti era Chefe do Estado-Maior do Exército Italiano. No entanto, o compromisso da Itália na Espanha esgotou-a de recursos que a deixavam não preparada para lutar contra a Grã-Bretanha e a França. Muitos generais, incluindo Berti, deixaram isso claro para Mussolini. Como resultado, ele foi despromovido e marginalizado. Ele foi nomeado comissário da Líbia. Ele tinha caído em desgraça com Mussolini e Graziani tinha tomado o seu lugar.
A sua relação com Graziani era abismal. Depois dos fracassos no Egito, Berti chamou Graziani de incompetente e recusou-se a enviar-lhe ajuda. Durante a sua licença por causa de uma febre, Graziani chamou-o de covarde e desonrou-o.
No verão de 1940, Berti substituiu Francesco Guidi como comandante do Décimo Exército Italiano na Líbia. Em 13 de Setembro de 1940, Berti estava no comando do Décimo Exército durante a Invasão Italiana do Egito. Detido em Sidi Barrani devido a problemas logísticos, Berti distribuiu as suas unidades avançadas numa série de pontos fortes fortificados. Ele então começou a trabalhar na extensão da rodovia costeira da Líbia para o Egito. Os pontos fortes fortificados não se apoiavam mutuamente. Grandes lacunas entre eles eram apenas cobertas por patrulhas motorizadas.
A preparação de uma nova ofensiva italiana no Egito foi adiada pela invasão Italiana da Grécia. A ofensiva no Egito foi remarcada e um lançamento em meados de Dezembro foi planeado. No entanto, antes disso, o General Berti ficou de licença médica e Italo Gariboldi assumiu temporariamente o seu lugar.
Em 9 de Dezembro de 1940, Berti estava de licença quando o General Britânico Richard O'Connor lançou a Operação Compasso. No dia 14 de dezembro, Berti voltou ao norte da África. As forças britânicas tinham explorado as lacunas entre os campos fortificados italianos e em três dias conseguiram superá-las e capturar ou destruir quase todos os defensores italianos. Em 11 de Dezembro, Sidi Barrani caiu. Por volta de 16 de Dezembro, os italianos tinham sido expulsos do Egito.
Em 23 de Dezembro, Berti foi substituído pelo General Giuseppe Tellera como comandante do Décimo Exército. Tellera morreria em ação em Beda Fomm.
Em 8 de Setembro de 1943, a Itália assinou um armistício com os aliados. Nesse altura, ele aposentou-se do exército. Depois da guerra, ele foi inocentado de irregularidades. O governo do pós-guerra prendeu Graziani e perguntou a Berti se ele era um criminoso. Berti deixou claro que Graziani não fizera nada errado. Ele viveu nas colinas de La Spezia durante o resto de sua vida. Ele não deve ser confundido com o Coronel Berti.
O Coronel Berti era conhecido como um "assassino astuto" (que era como comandantes dos campos de prisioneiros de guerra eram chamados durante a Segunda Guerra Mundial).